# Little Rock Open 1976
Il Little Rock Open 1976 è stato un torneo di tennis giocato sul sintetico indoor. È stata la 3ª edizione del torneo che fa parte del Commercial Union Assurance Grand Prix 1976. Si è giocato a Little Rock negli Stati Uniti dall'1 al 7 marzo 1976.

## Campioni

### Singolare maschile
Haroon Rahim ha battuto in finale  Colin Dibley con il punteggio di 6–4, 7–5

### Doppio maschile
Syd Ball /  Ray Ruffels hanno battuto in finale  Giuliano Pecci /  Haroon Rahim con il punteggio di 6–3, 6–7, 6–3